# 江田神社 (宮崎市)

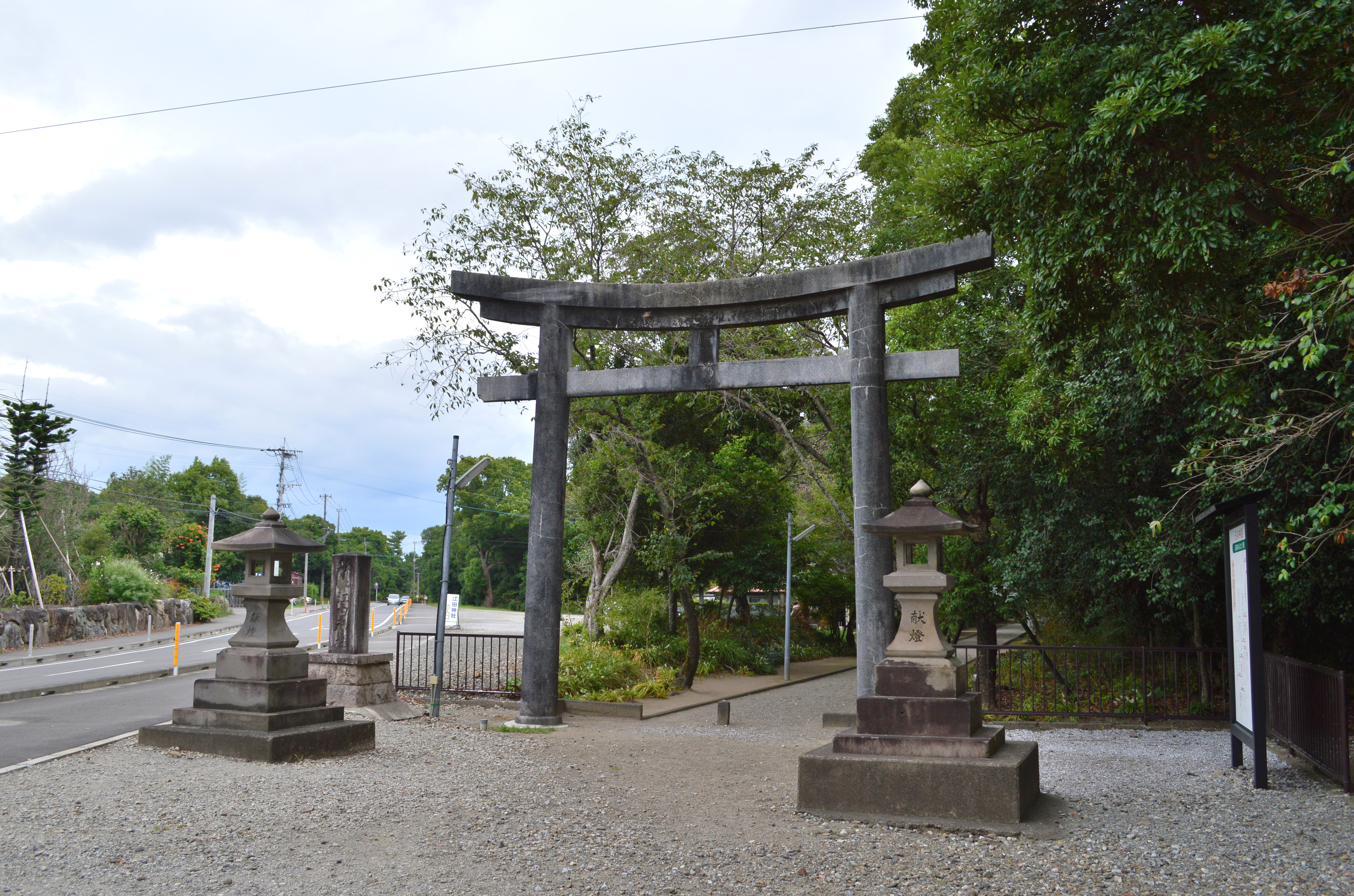
鳥居

江田神社（えだじんじゃ）は、宮崎県宮崎市阿波岐原町（あわきがはらちょう）にある神社。式内社で、旧社格は県社。

## 祭神
主祭神
- 伊邪那岐尊 （いざなぎのみこと）

配祀神
- 伊邪那美尊 （いざなみのみこと） - 寿永2年（1183年）の増祀。

以上の2柱は「産母（やぼ）二柱大明神」と号され、地元の人々からは「産母（やぼ）様」とも呼ばれている。

## 歴史

### 神話
『古事記』『日本書紀』には、伊邪那岐尊が黄泉から帰還して禊を行ったという記述がある。禊を行なった場所について、『古事記』では「竺紫日向之橘小門之阿波岐原」、『日本書紀』では「筑紫日向小戸橘之檍原」と記すが、この「阿波岐原・檍原（あわきがはら）」が当地であると伝えられている。この地名は、全国の神社であげられる「祝詞」の冒頭でも「かけまくも畏き伊邪那岐の大神、筑紫の日向の橘の小戸の阿波岐原に禊ぎ祓へたまひし時に」と読み上げられている。そのため「御祓い発祥の地」とされる。
当社近くの「みそぎ池」が伊邪那岐尊が禊を行った地と伝えられ、かつては入江であったが、後に開墾されて「江田」と称されたという。なお上記の神話に基づき、当地はイザナギの子であるアマテラス・ツクヨミ・スサノオら三貴子や住吉三神の誕生地と伝えている。
当社の周辺には古代の集落跡が多数あり、代表的なものには弥生時代初め（約2,400年前）の檍（あおき）遺跡がある。また、古墳時代の初期（3世紀末）の前方後円墳・檍1号墳からは国内最大の木製墓室・木槨跡が見つかった。

### 概史
国史の初見は、『続日本後紀』の承和4年（837年）8月1日条の「日向国子湯郡都濃神。妻神。宮埼郡江田神。諸県郡霧島岑神。並びに官社に預かる」という記事である。『延喜式』神名帳では日向国宮埼郡に「江田神社」と記載され、式内社に列している。また、『和名類聚抄』には宮崎郡に「江田郷」の記載があり、境内からは10世紀前後の須恵器も出土したことから、創建当初の位置に現在も鎮座していると考えられている。
天禄元年（970年）までには神階が最高位の正一位まで進み、菊の紋章を持つ壮麗な神殿を持つなど、かつては社勢を誇っていたといわれる。中世には那珂郡に属し、京都の『清滝宮勧進神名帳』や文明11年（1479年）の『戒壇院公用神名帳』にも記載が見られるなど、日向国を代表する神社であったと見られている。江戸時代は幕府領伊東氏飫肥藩預地であった。
しかしながら、寛文2年（1662年）の外所（とんどころ）地震の大津波により社殿を失ってからは衰退し、一村落の産土神の扱いとなっていた。津波によって貴重な歴史遺産が多数失われたともいわれる。江戸時代初期、神道家・橘三喜の『諸国一宮巡詣記』は「江田の御社に参りそれより檍が原の住吉に詣でて、尋ね来て聞けば心も住吉の松は檍が原の松原。この海辺に伊弉諾命の身そぎ給う」と記している。
明治6年（1873年）5月25日、近代社格制度において県社に列格し、同40年2月9日に神饌幣帛料供進神社に指定された。

### 神階
- 承和4年（837年）8月、官社に列格 （『続日本後紀』）
- 天安2年（858年）10月22日、従五位上から従四位下 （『日本三代実録』）

## 境内

### 本社

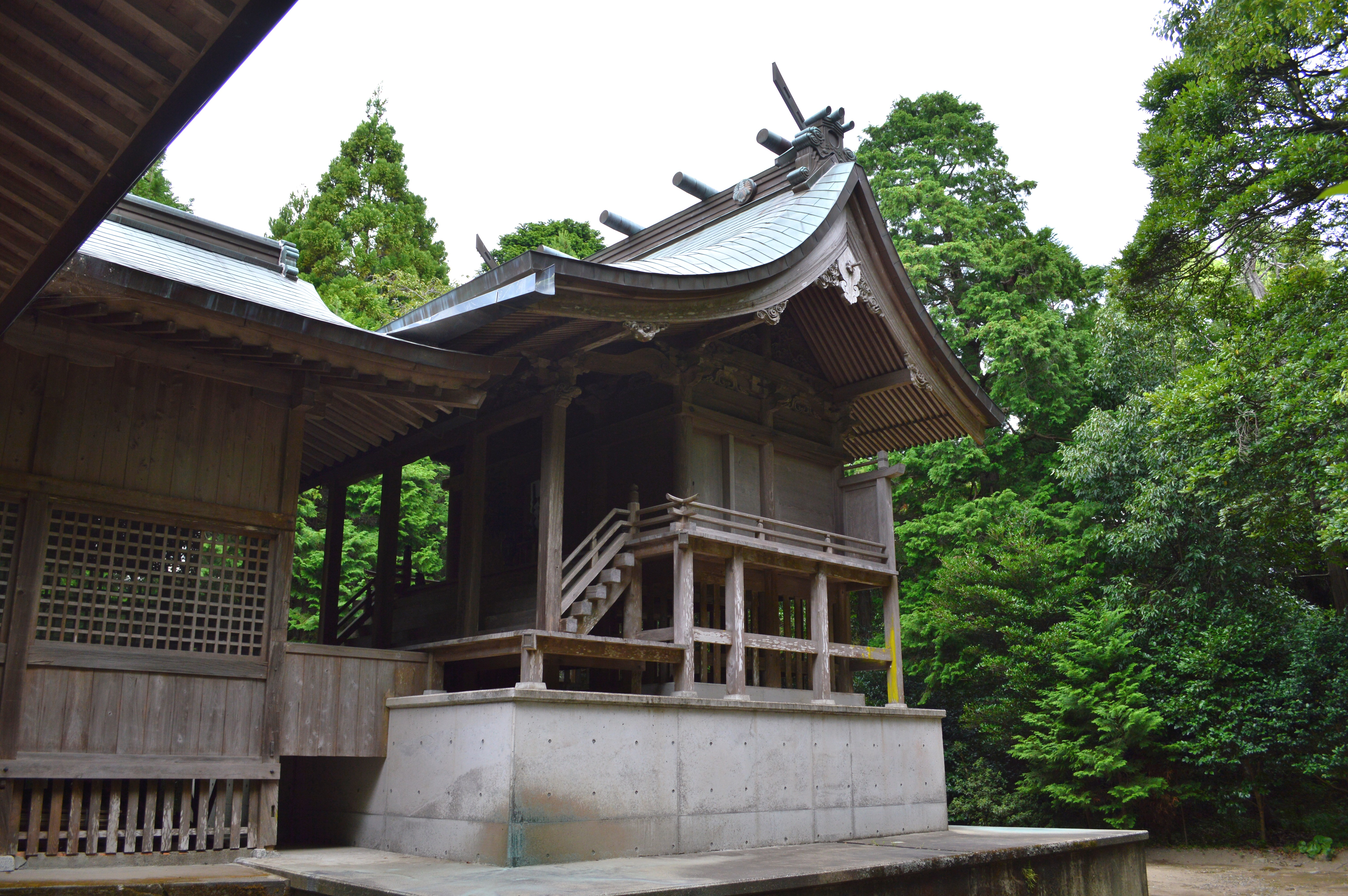
本殿
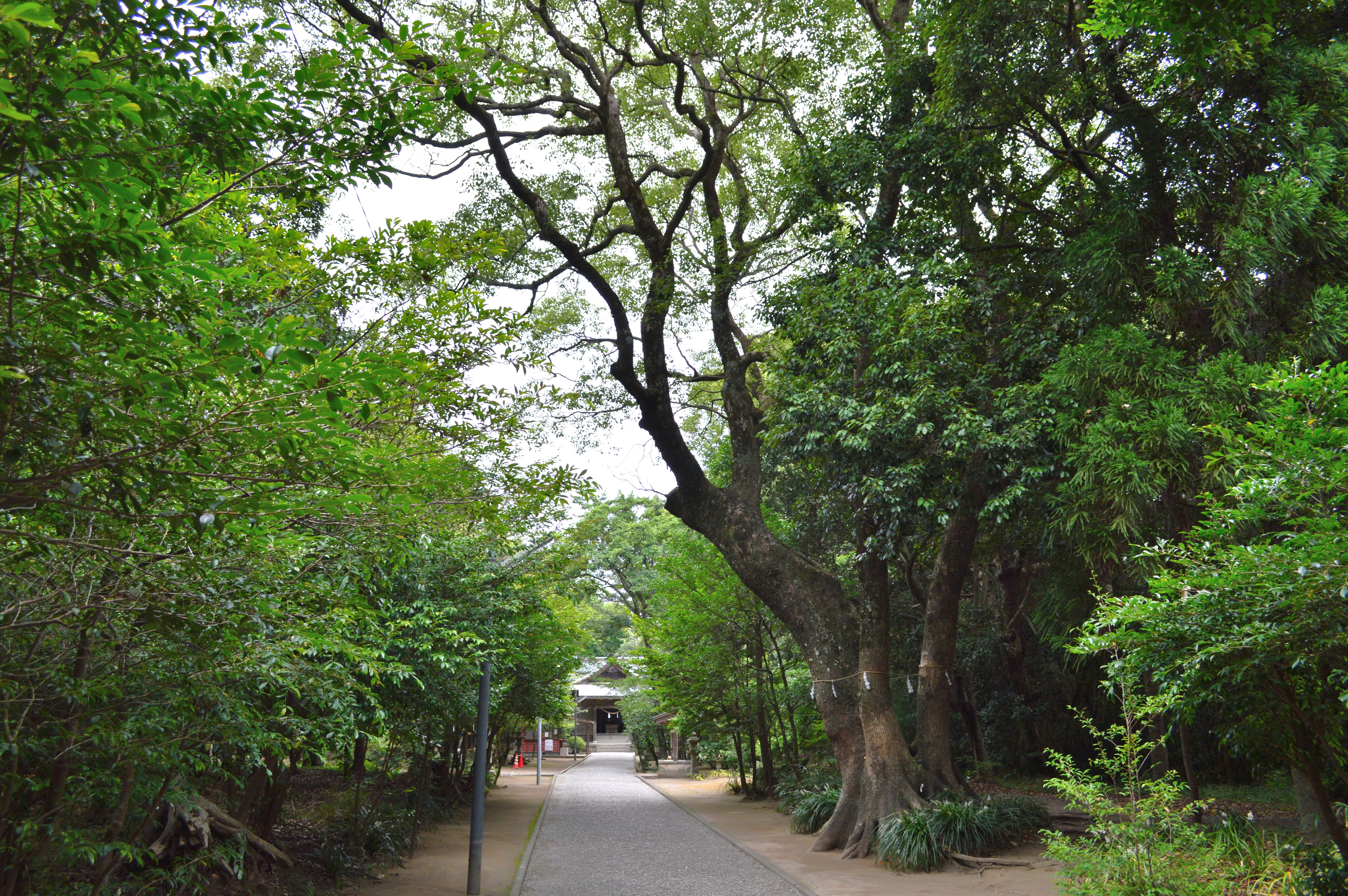
参道

### 御池

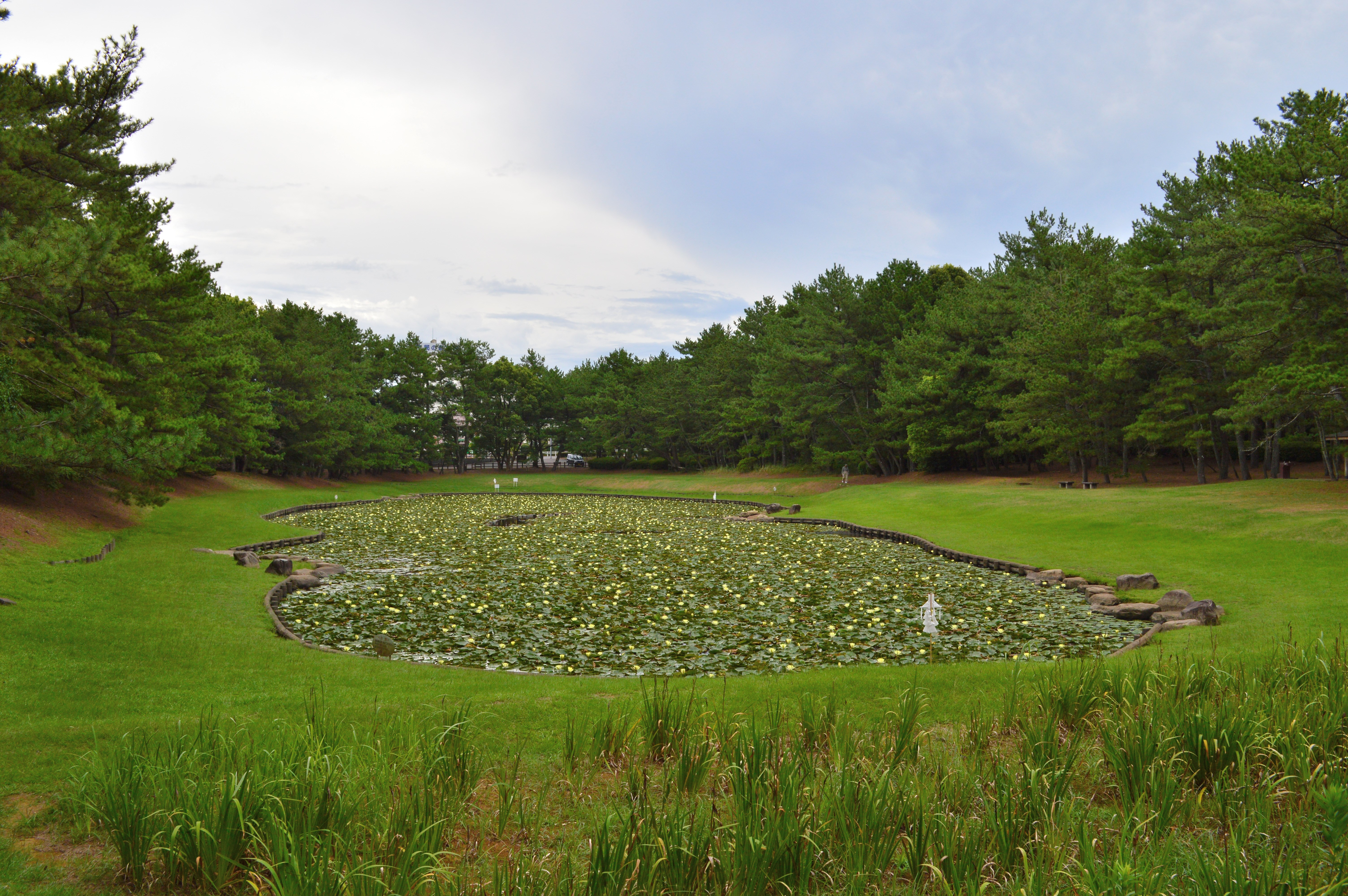
御池（みそぎが池）

伊邪那岐尊が禊を行なったという池は神社の北東に位置し（北緯31度57分50.19秒 東経131度28分02.92秒 / 北緯31.9639417度 東経131.4674778度）、「御池（みいけ）」または「みそぎが池」と呼ばれている。

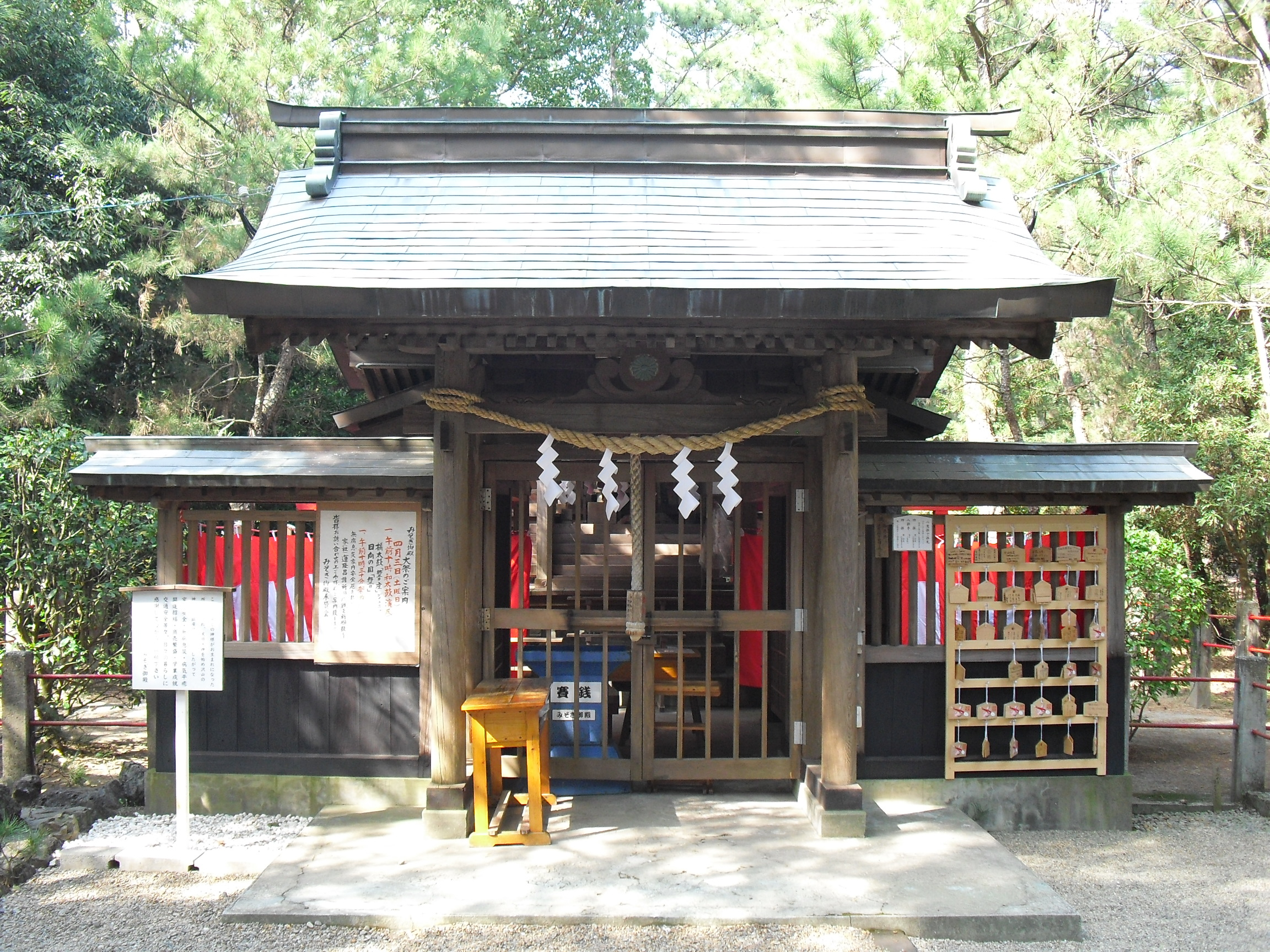
みそぎ御殿

## 祭事
- 祈年祭 （2月17日）[5]
- 大祓祭 （6月30日）
特殊神事として茅の輪潜りがある[2]。かつては前夜に渚で浜禊をする習わしがあった[3]。当日は神輿渡御ののち、神事として神職・氏子・参拝者の順に茅の輪潜りが行われる[3]。
- 例大祭 （11月22日）
- 新嘗祭 （11月23日）

春の社日祭・秋季例大祭では、「江田神楽」が奉納される。神楽の歴史は古く、慶長17年銘の神楽面が残っている。

## 現地情報
所在地
- 宮崎県宮崎市阿波岐原町字産母127

交通アクセス
- 宮崎交通（19系統 動物園線）で、「江田神社」バス停下車 （下車後徒歩すぐ）

周辺
- 住吉神社 - 伊邪那岐尊の禊の際に誕生したとされる住吉三神を祀る。